# Міхелешень (Румунія)
Міхелешень, Міхелешені (рум. Mihălășeni) — село у повіті Ботошані в Румунії. Входить до складу комуни Міхелешень.
Село розташоване на відстані 390 км на північ від Бухареста, 33 км на північний схід від Ботошань, 89 км на північний захід від Ясс.

## Населення
За даними перепису населення 2002 року у селі проживали 852 особи, усі — румуни. Усі жителі села рідною мовою назвали румунську.